# جواو سرش
جواو سرش (9 يونيو 1986 في بريزيدينت برودينت في البرازيل – )؛ هو لاعب كرة قدم كان يلعب كمهاجم.

## وصلات خارجية
- جواو سرش على موقع رابطة كرة القدم اليابانية للمحترفين (اليابانية)
- جواو سرش على موقع قاعدة بيانات كرة القدم.إي يو (الإنجليزية)
- جواو سرش على موقع Soccerway.com (الإنجليزية)
- جواو سرش على موقع عالم كرة القدم.نت (الإنجليزية)